# Skyteam PBR
En Skyteam PBR er en knallert af det kinesiske mærke Skyteam. Det er en lille knallert (EU25), men eksisterer i udlandet også som stor knallert samt 90 og 125cc motorcykel. Maskinerne er på nær motor, neddroslinger og speedometer identiske. Det er en kopi af Honda ZB50. ZB50 er temmelig ukendt i Danmark, da den aldrig er blevet markedsført her, og kun var i handelen i to år.

## Udseende[1]
Der er bred enighed om at det er et enestående og usædvanlig flot design for en knallert. Det grå stel er synligt og med sin farve er det med til at definere designet, i kontrast til tank og sædefarve. Det er ingen plastic eller kåber, hvilket giver et nøgent og råt streetfighterinspireret udseende. Der ses også en del forskellig styling til den, og i kraft af at den er så nøgen, er der mange muligheder for at customize en PBR. 

## Teknik
Motoren er en solid 49 cm³ Honda kopi, og gearet er en 4-trins manuel gearkasse. Den er som udgangspunkt designet til at køre op til 90 km/t i 125 cm³ udgave, men i knallertversionen er den monteret med 49 cm³ motor og neddroslet til EU25. Stellet er et dobbelt-rørstel med påboltet svingarm, teleskopgaffel, tank og sæde. Det giver et streetfighterudseende, men omvendt giver det også mange muligheder for snavs at sætte sig, hvorfor det betaler sig med regelmæssig pleje. 

## Historie
Historisk blev den originale PBR introduceret af Honda i 1987 i Japan som ZB50, og den kom i 1988 til USA – rationeret til maks 2stk. pr. forhandler. I slutningen af 1988 indstillede Honda produktionen af to grunde: den var for dyr at producere, og Yamaha lancerede i 1988 YSR50, som tog store markedsandele fra ZB50. I alt 3058 stykker blev lavet til det amerikanske marked. Med så få eksemplarer er den i dag et samlerobjekt, og formentlig den mest sjældne knallert i såvel USA som i Japan.

## kilder/noter/henvisninger
1. ↑  Uddrag af kilden er gengivet med rettighedshavers tilladelse Arkiveret 29. juni 2010 hos  Wayback Machine.